# Budashiri
Budashiri ou Buddhashiri (em mongol: ᠪᠤᠳᠢᠰᠢᠷᠢ, Budashri, sinizado como Putashali, 卜答失里) (c. 1307 – c. 1340) foi uma regente da dinastia Iuã entre 1332 e 1333. Ela era a esposa de Jayaatu Khan Tugh Temür, advinda do clã Congirado. Seu pai era o Príncipe Consorte Diwabala, Príncipe de Lu, e sua mãe era a Princesa Suprema Sengge Ragi de Lu.
Durante o reinado de seu marido, a imperatriz foi responsável pelo exílio do jovem Toghon Temür para Goryeo e depois para Honã. Sua alegação era que ele não era o filho real de Khutughtu Khan Kusala (Imperador Mingzong), irmão mais velho de Tugh Temür. Foi durante o exílio de Toghon Temür que Budashiri também providenciou a execução de sua madrasta, Babusha, tendo-a acusado de golpe contra seu falecido marido.